# Gregoria Gómez
Gregoria Gómez (* 28. September 1995) ist eine kolumbianische Hürdenläuferin, die sich auf die 100-Meter-Distanz spezialisiert hat.

## Sportliche Laufbahn
Erste internationale Meisterschaftserfahrungen sammelte Gregoria Gómez im Jahr 2021, als sie bei den Südamerikameisterschaften in Guayaquil in 13,82 s den fünften Platz über 100 m Hürden belegte und in 45,61 s gemeinsam mit Valeria Cabezas, Shary Vallecilla und Natalia Liñares die Silbermedaille mit der kolumbianischen 4-mal-100-Meter-Staffel gewann.
2021 wurde Gómez kolumbianische Meisterin im 100-Meter-Hürdenlauf.

## Persönliche Bestzeiten
- 100 m Hürden: 13,71 s (+0,8 m/s), 25. März 2017 in Arlington
  - 60 m Hürden (Halle): 8,61 s, 27. Januar 2018 in Houston
- 400 m Hürden: 56,14 s, 28. April 2018 in Baton Rouge